# 인텔 마이크로프로세서 목록

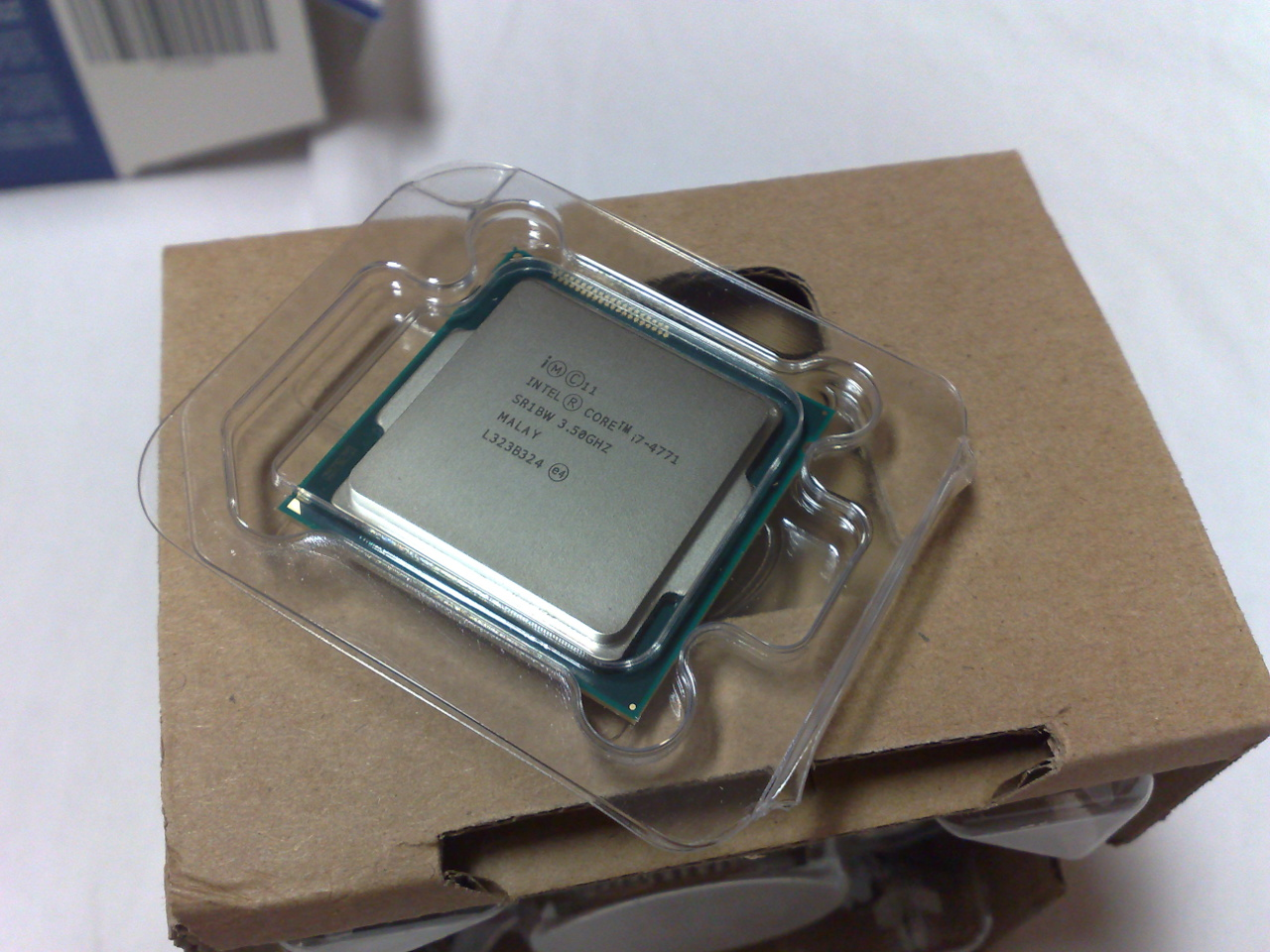
인텔 하스웰 코어 i7-4771 CPU

이 세대별 및 연대순의 인텔 마이크로프로세서 목록은 최초의 4비트 4004 (1971)부터 현재의 아이테니엄 2 (2002), 인텔 코어 2, 제온에 이르기까지 인텔의 모든 인텔 프로세서를 기술한다.

## 4비트 프로세서

### 인텔 4004: 최초의 단일 칩 마이크로프로세서
- 1971년 11월 15일 출시
- 클럭 속도 740 kHz
- 0.07 MIPS
- 버스폭 4 비트(제한된 핀수로 주소와 데이터 신호가 멀티플렉스(multiplex)됨)
- PMOS
- 10 µm 공정 기술, 트렌지스터 수 2,300
- 어드레스할 수 있는 메모리 640 바이트
- 프로그램 메모리 4 KB (4 KiB)
- 최초의 상업용 마이크로프로세서중 하나 (예. Four Phase Systems AL1, F14 CADC)
- 처음에는 Busicom계산기에 사용목적으로 설계됨

MCS-4 제품군:
- 4004-CPU
- 4001-ROM & 4 비트 포트
- 4002-RAM & 4 비트 포트
- 4003-10 비트 시프트 레지스터
- 4008-메모리 + 입출력 인터페이스
- 4009-메모리 + 입출력 인터페이스

### 4040
MCS-40 제품군:
- 4040-CPU
- 4101- 별도 독립된 입출력과 1024-비트(256 x 4) 정적 RAM
- 4201-4 MHz 클럭 발생기
- 4207-범용 바이트 입출력 포트
- 4209-범용 바이트 입출력 포트
- 4211-범용 바이트 입출력 포트
- 4265-프로그래밍가능한 범용 입출력 장치
- 4269-프로그래밍가능한 키보드 디스플레이 장치
- 4289-MCS-4/40용 표준 메모리 인터페이스
- 4308-4비트 입출력 포트와 8192-비트 (1024 x 8) ROM
- 4316-16384-비트 (2048 x 8) 정적 ROM
- 4702-2048-비트 (256 x 8) EPROM
- 4801-4004/4201A 또는 4040/4201A용 5.185 MHz 클럭 발생기 크리스탈

## 8비트 프로세서

### 8008
- 1972년 4월 1일 출시
- 클럭 속도 500 kHz (8008-1: 800 kHz)
- 0.05 MIPS
- 버스 폭 8 비트 (제한된 핀수로 주소와 데이터 신호가 멀티플렉스(multiplex)됨)
- 향상된 Load PMOS 로직
- 10 µm 공정 기술에 3,500개의 트렌지스터
- 어드레스할 수 있는 메모리 16 KB
- 일반적으로 더미 터미널, 범용 계산기
- 4004를 세로로 연결하여 개발됨
- Datapoint 2200 터미널용으로 개발됨

### 8080
- 1974년 4월 1일 출시
- 클럭 속도 2 MHz
- 0.64 MIPS
- 버스 폭 8 비트 데이터, 16 비트 어드레스
- 향상된 Load NMOS 로직
- 6,000개의 트렌지스터 수
- 8008과 어셈블리 언어 하방 호환성
- 어드레스할 수 있는 메모리 64 KB
- 8008보다 10배 성능향상
- 알테어 8800, 교통 신호등 컨트롤러, 순항 미사일에서 사용됨
- 8008에서 20개의 칩이 필요했던것에 비해 6개칩만 필요

### 8085
- 1976년 3월에 출시
- 클럭 속도 5 MHz
- 0.37 MIPS
- 8 비트 데이터, 16 비트 주소 버스 폭
- 디플리션 로드 (Depletion load) NMOS 로직
- 3 µm 공정 기술에 6,500개 트렌지스터 수
- 8080과 하방 바이너리 호환성
- Toledo scale에서 사용됨. 컴퓨터 주변장치용으로도 사용됨 – 모뎀, 하드디스크등등
- Mars Sojourner, Radio Shack 모델 100 portable에서 CMOS 80C85.
- 높은 수준의 통합. 과거 12V에서 처음으로 5V동작. 2 시리얼 입출력 연결, 3 마스커블 인터럽트,1 Non-마스커블,1 프로그래블 DMA.

MCS-85 제품군:
- 8085-CPU
- 8155-RAM+ 3 입출력 포트+타이머 "액티브 로우 CS"
- 8156-RAM+ 3 입출력 포트+타이머 "액티브 하이 CS"
- 8185-SRAM
- 8202-동적 RAM 컨트롤러
- 8203-동적 RAM 컨트롤러
- 8205-이진 디코더
- 8206-오류 검출 & 정정 장치
- 8207-DRAM 컨트롤러
- 8210-TTL에서 MOS 변환기 & 고압 클럭 구동체
- 8212-8 비트 입출력 포트
- 8216-4 비트 병렬 양방향 버스 구동체
- 8219-버스 컨트롤러
- 8222-동적 RAM 리프레쉬 컨트롤러
- 8226-4 비트 병렬 양방향 버스 구동체
- 8231-산술 연산 부
- 8232-부동소수점 연산기
- 8237-DMA 컨트롤러
- 8251-통신용 컨트롤러
- 8253-프로그램 가능한 구간 타이머
- 8254-프로그램 가능한 구간 타이머
- 8255-프로그램 가능한 주변 접속 장치
- 8256-다기능 지원 컨트롤러
- 8257-DMA 컨트롤러
- 8259- 프로그램 가능한 인터럽트 컨트롤러
- 8271- 프로그램 가능한 플로피 디스크 컨트롤러
- 8272-단/배밀도 플로피 디스크 컨트롤러
- 8273-프로그램 가능한 HDLC/SDLC 프로토콜 컨트롤러
- 8274-다중 프로토콜 시리얼 컨트롤러
- 8275-CRT 컨트롤러
- 8276-소형 시스템용 CRT 컨트롤러
- 8278-프로그램 가능한 키보드 접속 장치
- 8279-키보드/디스플레이 컨트롤러
- 8282-8 비트 출력용 버퍼가 있는 비 인버팅 래치(Non-Inverting Latch)
- 8283-8 비트 출력용 버퍼가 있는 인버팅 래치(Non-Inverting Latch)
- 8291-GPIB Talker/Listener
- 8292-GPIB 컨트롤러
- 8293-GPIB 송수신기
- 8294-데이커 암호화/복호화 장치 +1 O/P 포트
- 8295-도트 매트릭스(Dot Matrix) 프린터 컨트롤러
- 8296-GPIB 송수신기
- 8297-GPIB 송수신기
- 8355- 입출력과 16,384-비트 (2048 x 8) ROM
- 8604-4096-비트 (512 x 8) PROM
- 8702-2K-비트 (256 x 8 ) PROM
- 8755-EPROM+2 입출력 포트

## 마이크로 컨트롤러

### 인텔 8048
- 단일 누산기 하버드 아키텍처

### MCS-48제품군
- 8020-단일 부품 8비트 마이크로 컨트롤러
- 8021-단일 부품 8비트 마이크로 컨트롤러
- 8022- A/D 변환기가 내장된 단일 부품 8비트 마이크로 컨트롤러
- 8031-단일 부품 8비트 마이크로 컨트롤러
- 8035-단일 부품 8비트 마이크로 컨트롤러
- 8039-단일 부품 8비트 마이크로 컨트롤러
- 8040-단일 부품 8비트 마이크로 컨트롤러
- 8041-만능 주변장치 접속장치 8비트 슬레이브 마이크로 컨트롤러
- 8641-만능 주변장치 접속장치 8비트 슬레이브 마이크로 컨트롤러
- 8741-만능 주변장치 접속장치 8비트 슬레이브 마이크로 컨트롤러
- 8042-만능 주변장치 접속장치 8비트 슬레이브 마이크로 컨트롤러
- 8242-만능 주변장치 접속장치 8비트 슬레이브 마이크로 컨트롤러
- 8742-만능 주변장치 접속장치 8비트 슬레이브 마이크로 컨트롤러
- 8243-입출력 확장기
- 8044-시리얼 통신 컨트롤로가 내장된 고성능 8비트 마이크로 컨트롤러
- 8344-시리얼 통신 컨트롤로가 내장된 고성능 8비트 마이크로 컨트롤러
- 8744-시리얼 통신 컨트롤로가 내장된 고성능 8비트 마이크로 컨트롤러
- 8048-단일 부품 8비트 마이크로 컨트롤러
- 8748-단일 부품 8비트 마이크로 컨트롤러
- 8049-단일 부품 8비트 마이크로 컨트롤러
- 8749-단일 부품 8비트 마이크로 컨트롤러
- 8050-단일 부품 8비트 마이크로 컨트롤러

### 인텔 8051
- 단일 누산기 하버드 아키텍처

### MCS-51제품군
- 8031-8-비트 제어 지향 마이크로 컨트롤러
- 8032-8-비트 제어 지향 마이크로 컨트롤러
- 8051-8-비트 제어 지향 마이크로 컨트롤러
- 8052-8-비트 제어 지향 마이크로 컨트롤러
- 8054-8-비트 제어 지향 마이크로 컨트롤러
- 8058-8-비트 제어 지향 마이크로 컨트롤러
- 8351-8-비트 제어 지향 마이크로 컨트롤러
- 8352-8-비트 제어 지향 마이크로 컨트롤러
- 8354-8-비트 제어 지향 마이크로 컨트롤러
- 8358-8-비트 제어 지향 마이크로 컨트롤러
- 8751-8-비트 제어 지향 마이크로 컨트롤러
- 8752-8-비트 제어 지향 마이크로 컨트롤러
- 8754-8-비트 제어 지향 마이크로 컨트롤러
- 8758-8-비트 제어 지향 마이크로 컨트롤러
- 80151-8-비트 제어 지향 마이크로 컨트롤러
- 83151-8-비트 제어 지향 마이크로 컨트롤러
- 87151-8-비트 제어 지향 마이크로 컨트롤러
- 80152-8-비트 제어 지향 마이크로 컨트롤러
- 83152-8-비트 제어 지향 마이크로 컨트롤러
- 80251-8-비트 제어 지향 마이크로 컨트롤러
- 83251-8-비트 제어 지향 마이크로 컨트롤러
- 87251-8-비트 제어 지향 마이크로 컨트롤러

### MCS-96제품군
- 8094-16비트 마이크로 컨트롤러 (48-핀 ROM 없고 A/D 없음)
- 8095-16비트 마이크로 컨트롤러 (48-핀 ROM 없고 A/D 있음)
- 8096-16비트 마이크로 컨트롤러 (68-핀 ROM 없고 A/D 없음)
- 8097-16비트 마이크로 컨트롤러 (68-핀 ROM 없고 A/D 있음)
- 8394-16비트 마이크로 컨트롤러 (48-핀 ROM 있고 A/D 없음)
- 8395-16비트 마이크로 컨트롤러 (48-핀 ROM 있고 A/D 있음)
- 8396-16비트 마이크로 컨트롤러 (68-핀 ROM 있고 A/D 없음)
- 8397-16비트 마이크로 컨트롤러 (68-핀 ROM 있고 A/D 있음)
- 8794-16비트 마이크로 컨트롤러 (48-핀 EROM 있고 A/D 없음)
- 8795-16비트 마이크로 컨트롤러 (48-핀 EROM 있고 A/D 있음)
- 8796-16비트 마이크로 컨트롤러 (68-핀 EROM 있고 A/D 없음)
- 8797-16비트 마이크로 컨트롤러 (68-핀 EROM 있고 A/D 있음)
- 8098-16비트 마이크로 컨트롤러
- 8398-16비트 마이크로 컨트롤러
- 8798-16비트 마이크로 컨트롤러
- 83196-16비트 마이크로 컨트롤러
- 87196-16비트 마이크로 컨트롤러
- 80296-16비트 마이크로 컨트롤러

## 비트-슬라이스(bit-slice) 프로세서

### 3000제품군
1974년 3분기에 출시
제품군
- 3001-마이크로컨트롤 장치

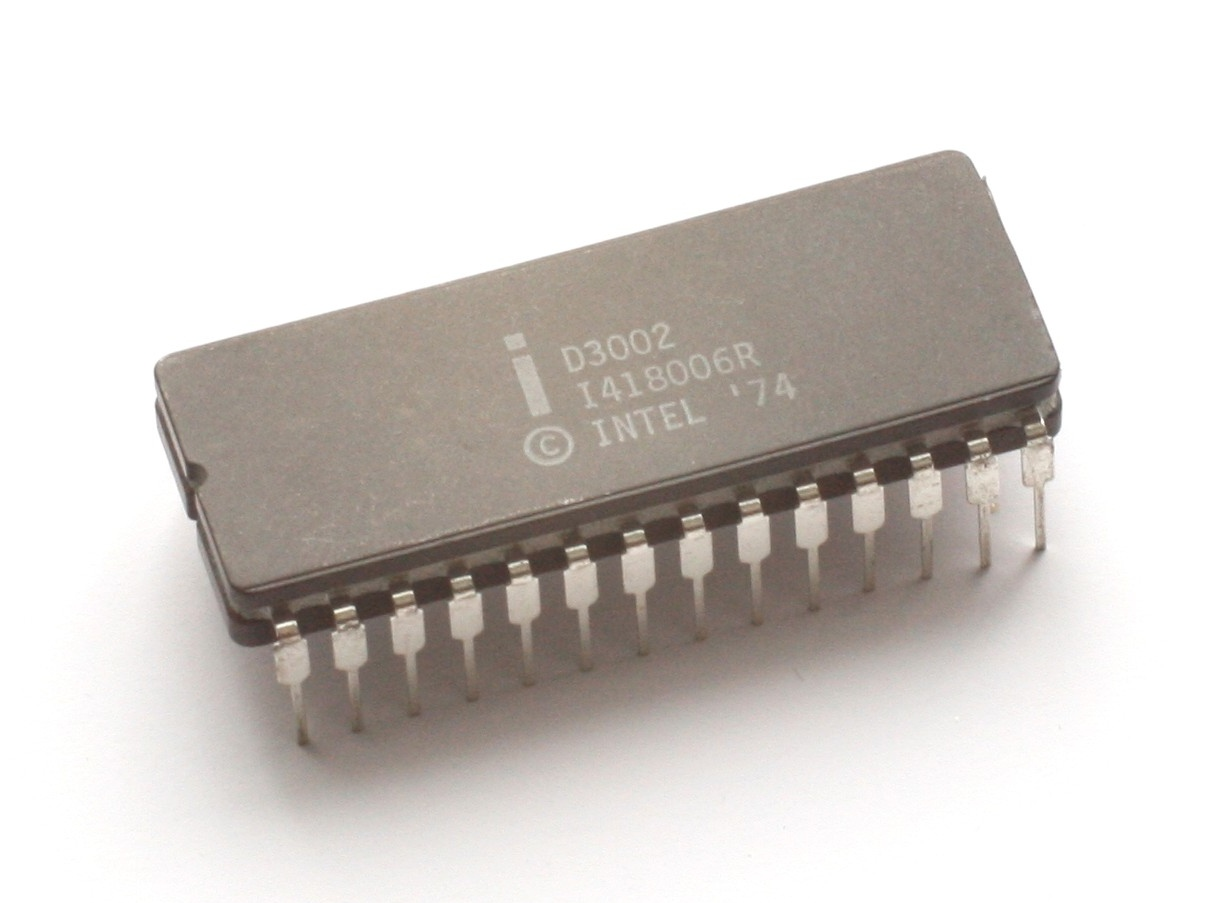
Intel D3002.

- 3002-2-비트 산술 논리 장치 슬라이스(Slice)
- 3003-Look-ahead Carry Generator
- 3205-고속 6-비트 래치
- 3207-4 바이폴라-to-MOS 레벨 변환기 및 구동기
- 3208-MOS 메모리용 Hex Sense 앰프와 래치
- 3210-TTL-to-MOS 레벨 변환기 와 고압 클럭 구동기
- 3211-ECL-to-MOS 레벨 변환기 와 고압 클럭 구동기
- 3212-Multimode 래치 버퍼
- 3214-인터럽트 제어 장치
- 3216- Parallel,Inverting 양방향 버스 구동기
- 3222-4K NMOS DRAM용 리프레쉬 컨트롤러
- 3226-Parallel,Inverting 양방향 버스 구동기
- 3232- 4K DRAM용 주소 멀티플렉스 장치와 리프레쉬 카운터
- 3235-4 바이폴라-to-MOS 구동기
- 3242-16K DRAM용 주소 멀티플렉스 장치와 리프레쉬 카운터
- 3245-4 바이폴라 TTL-to-MOS 레벨 변환기 와 4K용 구동기
- 3246-4 바이폴라 ECL-to-MOS 레벨 변환기 와 4K용 구동기
- 3404-고속 6-비트 래치
- 3408- MOS 메모리용 Hex Sense 앰프와 래치

버스 폭 2-n 비트 데이터/주소 (사용된 슬라이스의 수에 따라 다름)

## iPLD:인텔 프로그래머블 논리 장치

### PLDs제품군
- iFX780-SRMA 옵션이 있는 10ns FLEXlogic FPGA
- 85C220-80 와 66 고속 Registerd Speed 8-Macrocell PLDs
- 85C224-80 와 66 고속 Registerd Speed 8-Macrocell PLDs
- 85C22V10-고속 10-Macrocell CHMOS μPLD
- 85C060-고속 16-Macrocell CHMOS PLD
- 85C090-고속 24-Macrocell CHMOS PLD
- 85C508-고속 1-Micron CHMOS 디코더/래치 μPLD
- 85C960-프로그래머블 버스 제어 PLD
- 5AC312-1-Micron CHMOS EPLD
- 5AC324-1-Micron CHMOS EPLD
- 5C121-EPLD
- 5C031-300 Gate CMOS PLD
- 5C032-8-Macrocell PLD
- 5C060-16-Macrocell PLD
- 5C090-24-Macrocell PLD
- 5C180-48-Macrocell PLD

## 신호처리 프로세서

### 2900제품군
- 2910-PCM CODEC – µ LAW
- 2911-PCM CODEC – A LAW
- 2912-PCM 라인 필터
- 2914-조합 코텍/필터
- 2920-신호처리 프로세서
- 2921-ROM 신호처리 프로세서
- 2951-CHMOS 향상된 통신 컨트롤러
- 2952-집적된 입출력 컨트롤러
- 2970-단일 칩 모뎀

## 디지털 클럭 프로세서

### 5000제품군
이 장치들은 CMOS 기술 기반임.
- 5101-1024-비트 (256 x 4) 정적 RAM
- 5201/5202-LCD 디코더 구동기
- 5203 LCD 구동기.
- 5204-시간 초/날짜 LCD 디코더 구동기
- 5234-쿼드 CMOS에서 MOS 레벨 전환기와 4K NMOS RAMs 구동기
- 5235-쿼드 CMOS TTL에서 MOS 레벨 전환기와 4K NMOS 구동기
- 5244-쿼드 CCD 클럭 구동기
- 5801-저전력 발진기-분할기
- 5810-단일 칩 LCD 시간/초/날짜 시계 회로
- 5814 4- Digit LCD.
- 5816 6-Digit LCD.
- 5830 6-Digit LCD + 크로노그래프 비즈니스 솔드.

## 16-비트 프로세서:x86의 기원

### 8086
- 1978년 6월 8일 출시
- 클럭 속도:
  - 5 MHz로 0.33 MIPS
  - 8 MHz로 0.66 MIPS
  - 10 MHz로 0.75 MIPS
- 메모리는 홀수와 짝수 뱅크로 나뉘어 있으며 한 클럭 주기에 16 비트 데이터를 읽기 위해서 동시에 이 뱅크들을 액세스한다.
- 16 비트 데이터, 20 비트 주소 버스 폭
- 3 µm 공정 기술에 29,000개의 트렌지스터 수
- 1 MiB 어드레스할 수 있는 메모리
- 최대 8080의 10배 성능
- 휴대용 컴퓨터에 사용됨
- 64 KB이상의 데이터를 한번에 액세스 하기 위해서 세그먼트 레지스터를 사용

### 8088
- 1979년 6월 1일 출시
- 클럭 속도:
  - 4.77 MHz로 0.33 MIPS
  - 9 MHz로 0.75 MIPS
- 16 비트 내부 구조
- 8 비트 데이터, 20 비트 주소 외부 버스 폭
- 3 µm공정 기술에 29,000개의 트렌지스터 수
- 1MB 어드레스할 수 있는 메모리
- 8비트 외부 버스를 제외하고 8086과 동일(따라서 끝자리 6대신 8임)
- IBM PC와 PC 호환기종에 사용됨

### MCS-86제품군
- 8086-CPU
- 8087-수치 보조 프로세서
- 8088-CPU
- 8089-입출력 보조 프로세서
- 8208-동적 RAM 컨트롤러
- 8284-클럭 발생기 및 분할기
- 8286-8개의 버스 송수신기
- 8287-8개의 버스 송수신기
- 8288-버스 컨트롤러
- 8289-버스 중재기

### 80186
- 1982년 출시
- 대부분 임베디드용으로 사용됨 - 컨트롤러, point-of-sale systems, 터미널
- 여러 MS-DOS 비 PC 호환 컴퓨터에 사용됨. RM Nimbus, Tandy 2000등
- 프로세서외에 2 타이머, 1 DMA 컨트롤러, 1 인터럽트 컨트롤러 포함
- 후에 iAPX 186으로 이름 변경

### 80188
- 8비트 외부 데이터 버스의 80186버전
- 후에 iAPX 188으로 이름 변경

### 80286
- 1982년 2월 1일 출시
- 클럭 속도:
  - 6 MHz로 0.9 MIPS
  - 8 MHz, 10 MHz로 1.5 MIPS
  - 12.5 MHz로 2.66 MIPS
  - 16 MHz, 20 MHz 와 25 MHz 가용
- 16 비트 버스 폭
- 프로세스당 주소 공간으로 멀티태스킹 운영체제를 지원하기 위해 메모리 보호 하드웨어를 포함
- 1.5 µm 공정 기술 기반으로 134,000개의 트렌지스터 수
- 16 MiB 어드레스할 수 있는 메모리
- 동일 명령어 집합이면서 8086에 보호 모드 기능 추가
- 8086보다 3-6배 성능 향상
- IBM-PC AT와 AT 호환 컴퓨터에 폭넓게 사용됨

## 32-비트 프로세서: 비-x86 마이크로프로세서

### iAPX 432
- 1981년 1월 1일 출시. 인텔의 첫 32-비트 마이크로프로세서
- 멀티칩 CPU; 인텔의 첫 32-비트 마이크로프로세서
- 객체/capability 아키텍처
- 마이크로코드화된 운영체제 프리미티브
- 1 TB 가상 주소 공간
- 무정지를 위한 하드웨어 지원
- 43201 와 43202로 구성된 2 칩 범용 데이터 프로세서(GDP)
- 43203 인터페이스 프로세서(IP)는 입출력 하부시스템과 통신을 함
- 43204 버스 인터페이스 장치(BIU). 멀티프로세서 시스템을 구성하는데 단순화[모호한 표현]
- 43205 메모리 제어장치(MCU)
- 32비트 데이터 폭의 아키텍처 및 실행 장치
- 클럭 속도:
  - 5 MHz
  - 7 MHz
  - 8 MHz

### i960 aka 80960
- 1988년 4월 5일 출시
- RISC와 비슷한 32-비트 아키텍처
- 임베디드 시스템에 광범위하게 사용됨
- Evolved from the capability processor developed for the BiiN joint venture with Siemens
- 끝 2 글자 접미사로 다양한 제품 구분

80386SX (chronological entry)
- 1988년 6월 16일 출시
- main entry참조

80376 (chronological entry)
- 1989년 1월 16일 출시
- main entry참조

### i860 aka 80860
- 1989년 2월 27일 출시
- 인텔 최초 슈퍼스칼라 프로세서
- RISC 32/64-비트 아키텍처, 프로그래머에게 파이프라인 특성으로 보임
- 인텔 파라곤(Paragon) 대용량 병렬 슈퍼컴퓨터에 사용됨

### 엑스스케일
- 2000년 8월 23일 출시
- ARM 아키텍처기반의 32-비트 RISC 마이크로프로세서
- PXA2xx 애플리케이션 프로세서, IOP3xx 입출력 프로세서 와 IXP2xxx, IXP4xx 네트워크 프로세서와 같이 많은 제품이 있음

## 32-비트 프로세서: 80386 범위

### 80386DX
- 1985년 10월 17일 출시
- 클럭 속도:
  - 16 MHz로 5에서 6 MIPS
  - 20 MHz로 6에서 7 MIPS, 1987년 2월 16일 출시
  - 25 MHz로 8.5 MIPS, 1988년 4월 4일 출시
  - 33 MHz로 11.4 MIPS (컴팩/i 16K L2에서 9.4 SPECint92), 1989년 4월 10일 출시
- 버스 폭 32 비트
- 1 µm 공정 기술 기반으로 275,000개의 트렌지스터 수
- 4 GB (4 GiB) 어드레스할 수 있는 메모리
- 가상 메모리 64 TB (64 TiB)
- 32비트 데이터 집합을 처리하는 최초의 x86 칩
- Windows 95 and OS/2 Warp에서 요구되는 기능인 페이지 가상 메모리와 가상 86 모드를 포함하여 개선되고 확장된 메모리 보호 지원

80960 (i960) (chronological entry)
- 1988년 4월 5일에 발표
- main entry참조

### 80386SX
- 1988년 6월 16일 출시
- 클럭 속도:
  - 16 MHz로 2.5 MIPS
  - 20 MHz로 2.5 MIPS, 25 MHz로 2.7 MIPS, 1989년 1월 25일 출시
  - 33 MHz로 2.9 MIPS, 1992년 10월 26일 출시
- 32 비트 내부 아키텍처
- 16 비트 외부 데이터 버스 폭
- 24 비트 외부 어드레스 버스 폭
- 1 µm 공정 기술 기반으로 275,000개의 트렌지스터 수
- 16 MB의 어드레스할 수 있는 메모리
- 32 GB 가상 메모리
- 적은 폭의 버스로 낮은 비용의 32비트 프로세싱이 가능
- 낮은 등급의 데스크톱이나 휴대용 컴퓨터에 사용됨
- 수치 보조 프로세서 없음

### 80376
- 1989년 1월 16일 출시, 2001년 6월 15일 단종
- 임베디드 시스템용 386 계열
- "리얼 모드"가 없음, 바로 "보호 모드"로 시작됨
- 1994년부터 크게 성공한 80386EX로 대체됨

80860 (i860) (chronological entry)
- 1989년 2월 27일 출시
- main entry참조

80486DX (chronological entry)
- 1989년 4월 10일 출시
- main entry 참조

### 80386SL
- 1990년 10월 15일 출시
- 클럭 속도:
  - 20 MHz로 4.21 MIPS
  - 25 MHz로 5.3 MIPS, 1991년 9월 30일 출시
- 32비트 내부 아키텍처
- 16 비트 외부 버스 폭
- 1 µm 공정 기술에 855,000개의 트렌지스터 수
- 어드레스할 수 있는 메모리 4 GB
- 가상 메모리 1 TB
- 낮은 소비전력으로 최초의 휴대용 컴퓨터용
- 캐시, 버스와 메모리 컨트롤러를 포함한 고집적 설계

80486SX/DX2/SL, 펜티엄, 80486DX4 (chronological entries)
- 1991–1994 출시
- main entries참조

### 80386EX
- 1994년 8월 출시
- 임베디드 시스템용 80386SX 계열 제품
- 정적 코어는 에너지 효율성을 위해 천천히 동작함. 때에 따라서는 완전히 멈추기도 함
- 내장된 장치들:
  - 클럭, 전원 관리
  - 타이머/카운터
  - 와치도그 타이머
  - 직렬 입출력 장치 (동기 및 비동기)와 병렬 입출력
  - DMA
  - RAM 리프레쉬
  - JTAG 테스트용 로직
- 80376보다 아주 많이 사용되었음
- 궤도 위성 및 소 인공위성에 사용되었음
- NASA의 FlightLinux 프로젝트에서 사용되었음

## 32 비트 프로세서: 80486 계열

### 80486DX
- 1989년 4월 10일 출시
- 클럭 속도:
  - 25 MHz로 20 MIPS (16.8 SPECint92, 7.40 SPECfp92)
  - 33 MHz로 27 MIPS (마이크로닉스 M4P 128 KB L2에서는 22.4 SPECint92의 성능), 1990년 5월 7일 출시
  - 50 MHz로 41 MIPS (컴팩/50L 256 KB L2에서는 33.4 SPECint92, 14.5 SPECfp92), 1991년 6월 24일 출시
- 32 비트 버스 폭
- 1 µm 공정 기술에 120만개의 트렌지스터 수; 50 MHz제품은 0.8 µm 기반
- 어드레스할 수 있는 메모리 4 GB
- 가상 메모리 1 TB
- 8 KB 온칩 L1 캐시
- 수치 보조프로세서 내장
- 8088대비 50배의 성능
- 데스크톱 및 서버에서 사용됨
- 제품군 4 모델 3

80386SL (chronological entry)
- 1990년 10월 15일 출시
- main entry참조

### 80486SX
- 1991년 4월 22일 출시
- 클럭 속도:
  - 16 MHz로 13 MIPS
  - 20 MHz로 16.5 MIPS, 1991년 9월 16일 출시
  - 25 MHz로 20 MIPS (12 SPECint92), 1991년 9월 16일 출시
  - 33 MHz로 27 MIPS (15.86 SPECint92), 1992년 9월 21일 출시
- 버스 폭 32 비트
- 1 µm 공정 기술로 118만 5천개의 트렌지스터 수 900,000 at 0.8 µm
- 어드레스할 수 있는 메모리 4 GB
- 가상 메모리 1 TB
- 486DX과 설계는 동일하지만 수치 보조프로세서가 없다. 초기 버전은 수치 보조프로세서가 비활성화된 80486DX에 핀 구성만 다른 것이었다. 만약 사용자가 수치 보조 연산장치가 필요하다면 487SX를 추가로 사용해야만 했다. 487SX는 실질적으로는 486DX이었으나 486DX를 꼽지 못하도록 핀만 다르다. 따라서 486SX+487SX의 구성일때는 두개의 동일한 CPU에 각각 하나만 사용하도록 하는 구성이었던 것이다.
- 저가 486 CPU 데스크톱 컴퓨터에 사용됨
- 인텔 오버드라이브 프로세서로 업그레이드 가능함
- 제품군 4 모델 2

### 80486DX2
- 1992년 3월 3일 출시
- 클럭 속도:
  - 40 MHz
  - 50 MHz
  - 66 MHz

### 80486SL
- 1992년 11월 9일 출시
- 클럭 속도:
  - 20 MHz로 15.4MIPS
  - 25 MHz로 19 MIPS
  - 33 MHz로 25 MIPS
- 버스 폭 32 비트
- 0.8 µm 공정 기술기반에 140만개의 트렌지스터 수
- 어드레스할 수 있는 메모리 4 GB
- 가상 메모리 1 TB
- 노트북 컴퓨터에 사용되었음
- 제품군 4 모델 3

펜티엄 (chronological entry)
- 1993년 3월 22일 출시
- main entry참조

### 80486DX4
- 1994년 3월 7일 출시
- 클럭 속도:
  - 75 MHz로 53 MIPS (마이크로닉스 M4P 256 KB L2에서 41.3 SPECint92, 20.1 SPECfp92)
  - 100 MHz로 70.7 MIPS (마이크로닉스 M4P 256 KB L2에서 54.59 SPECint92, 26.91 SPECfp92)
- 0.6 µm 공정 기술에 160만개의 트렌지스터 수
- 버스 폭 32 비트
- 어드레스할 수 있는 메모리 4 GB
- 가상 메모리 64 TB
- 168핀 PGA 패키지, 208 sq ftP 패키지
- 345 mm² 다이 크기
- 고성능 저가 데스크톱과 밸류급 노트북에 사용됨
- 제품군 4 모델 8

## 32 비트 프로세서: 펜티엄("I")

### 펜티엄("클래식")
- 버스 폭 64 bits
- 시스템 버스 속도 60 또는 66 MHz
- 어드레스 버스 32 비트
- 어드레스할 수 있는 메모리 4 GB
- 가상 메모리 64 TB
- 슈퍼스칼라 아키텍처로서 33 MHz 486DX 프로세서보다 5배 성능향상
- 5 볼트 동작
- 데스크톱에서 사용
- 16 KB의 L1 캐시
- P5 - 0.8 µm 공정 기술
  - 1993년 3월 22일 출시
  - 310만개의 트렌지스터 수
  - 소켓 4 273핀 PGA 프로세서 패키지
  - 패키지 크기 : 2.16" x 2.16"
  - 제품군 5 모델 1
  - 제품 종류
    - 60 MHz로 100 MIPS (Xpress 256 KB L2에서 70.4 SPECint92, 55.1 SPECfp92)
    - 66 MHz로 112 MIPS (Xpress 256 KB L2에서 77.9 S
- P54 - 0.6 µm 공정 기술
  - 소켓 7 296/321핀 PGA 패키지
  - 320만개의 트렌지스터 수
  - 제품 종류
    - 75 MHz 1994년 10월 10일 출시
    - 90 MHz 1994년 3월 7일 출시
    - 100 MHz 1994년 3월 7일 출시
    - 120 MHz 1995년 3월 27일 출시
- P54C - 0.35 µm 공정 기술
  - 330만개의 트렌지스터 수
  - 90 mm² 다이 크기
  - 제품군 5 모델 2
  - 제품 종류
    - 120 MHz 1995년 3월 출시
    - 133 MHz 1995년 6월 출시
    - 150 MHz 1996년 1월 4일 출시
    - 166 MHz 1996년 1월 4일 출시
    - 200 MHz 1996년 6월 10일 출시

80486DX4 (chronological entry)
- 1994년 3월 7일 출시
- main entry참조

80386EX (Intel386 EX) (chronological entry)
- 1994년 8월 출시
- main entry참조

펜티엄 프로 (chronological entry)
- 1995년 11월 출시
- main entry참조

### 펜티엄 MMX
- P55C - 0.35 µm 공정 기술
  - 1997년 1월 8일 출시
  - 인텔 MMX 명령어
  - 소켓 7 296/321핀 PGA(pin grid array) 패키지
  - 32 KB L1 캐시
  - 450만개 트렌지스터 수
  - 시스템 버스 속도 66 MHz
  - 기본 P55C는 제품군 5 모델 4, 모바일용은 제품군 5 모델 7 과 8
  - 제품 종류
    - 166 MHz 1997년 1월 8일 출시
    - 200 MHz 1997년 1월 8일 출시
    - 233 MHz 1997년 6월 2일 출시
    - 166 MHz (모바일) 1998년 1월 12일 출시
    - 200 MHz (모바일) 1997년 9월 8일 출시
    - 233 MHz (모바일) 1997년 9월 8일 출시
    - 266 MHz (모바일) 1998년 1월 12일 출시
    - 300 MHz (모바일) 1999년 1월 7일 출시

## 32 비트 프로세서:P6/펜티엄 M마이크로아키텍처

### 펜티엄 프로
- 1995년 11월 1일 출시
- 펜티엄 II 와 III 보다 선행 제품
- 주로 서버 시스템에 사용됨
- 소켓 8 프로세서 패키지 (387 핀) (이중 SPGA)
- 550만개의 트렌지스터 수
- 제품군 6 모델 1
- 0.6 µm 공정 기술
  - 16 KB L1 캐시
  - 256 KB 내장 L2 캐시
  - 60 MHz 시스템 버스 속도
  - 제품 종류
    - 150 MHz
- 0.35 µm 공정 기술 또는 0.35 µm CPU, 0.6 µm L2 캐시
  - 550만개의 트렌지스터 수
  - 512 KB 또는 256 KB 내장 L2 캐시
  - 60 또는 66 MHz 시스템 버스 속도
  - 제품 종류
    - 166 MHz (66 MHz 버스 속도, 512 KB 0.35 µm 캐시) 1995년 11월 1일 출시
    - 180 MHz (60 MHz 버스 속도, 256 KB 0.6 µm 캐시) 1995년 11월 1일 출시
    - 200 MHz (66 MHz 버스 속도, 256 KB 0.6 µm 캐시) 1995년 11월 1일 출시
    - 200 MHz (66 MHz 버스 속도, 512 KB 0.35 µm 캐시) 1995년 11월 1일 출시
    - 200 MHz (66 MHz 버스 속도, 1 MB 0.35 µm 캐시) 1997년 8월 18일 출시

### 펜티엄 II
- 1997년 5월 7일 출시
- 펜티엄 프로 with MMX, 향상된 16 비트 성능
- 242-핀 슬롯 1 (SEC) 프로세서 패키지
- 슬롯 1
- 750만개의 트렌지스터 수
- 32 KB L1 캐시
- 512 KB ½ 속도 외부 L2 캐시
- 펜티엄 II 450 PE는 코어 속도의 1/2로 동작하는 L2캐시가 없는 유일한 펜티엄 II
- 클라마스 - 0.35 µm 공정 기술 (233, 266, 300 MHz)
  - 66 MHz 시스템 버스 속도
  - 제품군 6 모델 3
  - 제품종류
    - 233 MHz 1997년 5월 7일 출시
    - 266 MHz 1997년 5월 7일 출시
    - 300 MHz 1997년 5월 7일 출시
- 데슈츠 - 0.25 µm 공정 기술 (333, 350, 400, 450 MHz)
  - 1998년 1월 26일 출시
  - 66 MHz 시스템 버스 속도 (333 MHz 제품), 이후 모든 모델에서 100 MHz 시스템 버스 속도
  - 제품군 6 모델 5
  - 제품종류
    - 333 MHz 1998년 1월 26일 출시
    - 350 MHz 1998년 4월 15일 출시
    - 400 MHz 1998년 4월 15일 출시
    - 450 MHz 1998년 8월 24일 출시
    - 233 MHz (모바일) 1998년 4월 2일 출시
    - 266 MHz (모바일) 1998년 4월 2일 출시
    - 333 MHz 펜티엄 II - 소켓 8용 오버드라이버 프로세서 1998년 8월 10일 출시; Engineering Sample Photo
    - 300 MHz (모바일) 1998년9월 9일 출시
    - 333 MHz (모바일)

### 셀러론(펜티엄 II 기반)
- 코빙턴 - 0.25 µm 공정 기술
  - 1998년 4월 15일 출시
  - 242-핀 슬롯 1 SEPP (Single Edge 프로세서 패키지)
  - 750만개의 트렌지스터 수
  - 66 MHz 시스템 버스 속도
  - 슬롯 1
  - 32 KB L1 캐시
  - L2 캐시 없음
  - 제품종류
    - 266 MHz 1998년 4월 15일 출시
    - 300 MHz 1998년 6월 9일 출시
- 멘도시노 - 0.25 µm 공정 기술
  - 1998년 8월 24일 출시
  - 242-핀 슬롯 1 SEPP (Single Edge 프로세서 패키지), 소켓 370 PPGA 패키지
  - 1900만개의 트렌지스터 수
  - 66 MHz 시스템 버스 속도
  - 슬롯 1, 소켓 370
  - 32 KB L1 캐시
  - 128 KB 내장 캐시
  - 제품군 6 모델 6
  - 제품종류
    - 300 A MHz 1998년 8월 24일 출시
    - 333 MHz 1998년 8월 24일 출시
    - 366 MHz 1999년 1월 4일 출시
    - 400 MHz 1999년 1월 4일 출시
    - 433 MHz 1999년 3월 22일 출시
    - 466 MHz
    - 500 MHz 1999년 8월 2일 출시
    - 533 MHz 2000년 1월 4일 출시
    - 266 MHz (모바일)
    - 300 MHz (모바일)
    - 333 MHz (모바일) 1999년 4월 5일 출시
    - 366 MHz (모바일)
    - 400 MHz (모바일)
    - 433 MHz (모바일)
    - 450 MHz (모바일) 2000년 2월 14일 출시
    - 466 MHz (모바일)
    - 500 MHz (모바일) 2000년 2월 14일 출시

펜티엄 II 제온 (chronological entry)
- 1998년 6월 29일 출시
- main entry참조

### 펜티엄 III
- 카트마이 - 0.25 µm 공정 기술
  - 1999년 2월 26일 출시
  - 향상된 PII, 즉 P6-기반 코어, Streaming SIMD Extensions (SSE) 포함
  - 950만개의 트렌지스터 수
  - 512 KB ½ 속도 L2 외부 캐시
  - 242-핀 슬롯 1 SECC2 (Single Edge Contact cartridge 2) 프로세서 패키지
  - 시스템 버스 속도 100 MHz, 133 MHz (B-모델)
  - 슬롯 1
  - 제품군 6 모델 7
  - 제품종류
    - 450 MHz 1999년 2월 26일 출시
    - 500 MHz 1999년 2월 26일 출시
    - 550 MHz 1999년 5월 17일 출시
    - 600 MHz 1999년 8월 2일 출시
    - 533 MHz (133 MHz 버스 속도) 1999년 9월 27일 출시
    - 600 MHz (133 MHz 버스 속도) 1999년 9월 27일 출시
- 코퍼마인 - 0.18 µm 공정 기술
  - 1999년 10월 25일 출시
  - 2810만개의 트렌지스터 수
  - 256 KB Advanced Transfer L2 캐시 (내장)
  - 242-핀 Slot-1 SECC2 (Single Edge Contact cartridge 2) 프로세서 패키지, 370-핀 FC-PGA (Flip-chip pin grid array) 패키지
  - 시스템 버스 속도 100 MHz (E-모델s), 133 MHz (EB 모델s)
  - 슬롯 1, 소켓 370
  - 제품군 6 모델 8
  - 제품종류
    - 500 MHz (100 MHz 버스 속도)
    - 533 MHz
    - 550 MHz (100 MHz 버스 속도)
    - 600 MHz
    - 600 MHz (100 MHz 버스 속도)
    - 650 MHz (100 MHz 버스 속도) 1999년 10월 25일 출시
    - 667 MHz 1999년 10월 25일 출시
    - 700 MHz (100 MHz 버스 속도) 1999년 10월 25일 출시
    - 733 MHz 1999년 10월 25일 출시
    - 750 MHz (100 MHz 버스 속도) 1999년 12월 20일 출시
    - 800 MHz (100 MHz 버스 속도) 1999년 12월 20일 출시
    - 850 MHz (100 MHz 버스 속도) 2000년 3월 20일 출시
    - 866 MHz 2000년 3월 20일 출시
    - 933 MHz 2000년 5월 24일 출시
    - 1000 MHz 2000년 3월 8일 출시
    - 1100 MHz
    - 1133 MHz (초기 버전에서 리콜된후 다시 발표됨)
    - 400 MHz (모바일) 1999년 10월 25일 출시
    - 450 MHz (모바일) 1999년 10월 25일 출시
    - 500 MHz (모바일) 1999년 10월 25일 출시
    - 600 MHz (모바일) 2000년 1월 18일 출시
    - 650 MHz (모바일) 2000년 1월 18일 출시
    - 700 MHz (모바일) 2000년 4월 24일 출시
    - 750 MHz (모바일) 2000년 6월 19일 출시
    - 800 MHz (모바일) 2000년 9월 25일 출시
    - 850 MHz (모바일) 2000년 9월 25일 출시
    - 900 MHz (모바일) 2001년 3월 19일 출시
    - 1000 MHz (모바일) 2001년 3월 19일 출시
- 투알라틴 - 0.13 µm 공정 기술
  - 2001년 7월 출시
  - 트렌지스터 수 2810만개
  - 32 KB L1 캐시
  - 256 KB 또는 512 KB 향상된 전송 L2 캐시 (내장)
  - 370-핀 FC-PGA2 (Flip-chip pin grid array) 패키지
  - 133 MHz 시스템 버스 속도
  - 소켓 370
  - 제품군 6 모델 11
  - 제품종류
    - 1133 MHz (256 KB L2)
    - 1133 MHz (512 KB L2)
    - 1200 MHz
    - 1266 MHz (512 KB L2)
    - 1333 MHz
    - 1400 MHz (512 KB L2)

### 펜티엄 II, III제온
- PII 제온
  - 제품종류
    - 400 MHz 1998년 6월 29일 출시
    - 450 MHz (512 KB L2 캐시) 1998년 10월 6일 출시
    - 450 MHz (1 MB 와 2 MB L2 캐시) 1999년 1월 5일 출시
- PIII 제온
  - 1999년 10월 25일 출시
  - 트렌지스터 수: 0.25 µm 공정 기술에 950만개 또는 0.18 µm 공정 기술에 2800만개
  - L2 캐시 256 KB, 1 MB, 또는 2 MB 향상된 전송 캐시(내장)
  - 프로세서 패키지 : Single Edge Contact Cartridge (S.E.C.C.2) or SC330
  - 시스템 버스 속도 133 MHz (256 KB L2 캐시) 또는 100 MHz (1 - 2 MB L2 캐시)
  - 시스템 버스 폭 64 비트
  - 어드레스할 수 있는 메모리 64 GB
  - 2-웨이 서버 및 워크스테이션에서 사용됨(256 KB L2) 또는 4웨이와 8-웨이 서버 (1 - 2 MB L2)
  - 제품군 6 모델 10
  - 제품종류
    - 500 MHz (0.25 µm 공정 기술) 1999년 3월 17일 출시
    - 550 MHz (0.25 µm 공정 기술) 1999년 8월 23일 출시
    - 600 MHz (0.18 µm 공정 기술, 256 KB L2 캐시) 1999년 10월 25일 출시
    - 667 MHz (0.18 µm 공정 기술, 256 KB L2 캐시) 1999년 10월 25일 출시
    - 733 MHz (0.18 µm 공정 기술, 256 KB L2 캐시) 1999년 10월 25일 출시
    - 800 MHz (0.18 µm 공정 기술, 256 KB L2 캐시) 2000년 1월 12일 출시
    - 866 MHz (0.18 µm 공정 기술, 256 KB L2 캐시) 2000년 4월 10일 출시
    - 933 MHz (0.18 µm 공정 기술, 256 KB L2 캐시)
    - 1000 MHz (0.18 µm 공정 기술, 256 KB L2 캐시) 2000년 8월 22일 출시
    - 700 MHz (0.18 µm 공정 기술, 1 - 2 MB L2 캐시) 2000년 5월 22일 출시

### 셀러론(펜티엄 III 코퍼마인 기반)
- 코퍼마인-128, 0.18 µm 공정 기술
  - 2000년 3월 출시
  - 스트리밍 SIMD 확장 (SSE)
  - 소켓 370, FC-PGA 프로세서 패키지
  - 트렌지스터 수 2810만
  - 66 MHz 시스템 버스 속도, 100 MHz 시스템 버스 속도는 2001년 1월 3일부터
  - 32 kB L1 캐시
  - 128 kB 향상된 전송 L2 캐시
  - 제품군 6 모델 8
  - 제품종류
    - 533 MHz
    - 566 MHz
    - 600 MHz
    - 633 MHz 2000년 6월 26일 출시
    - 667 MHz 2000년 6월 26일 출시
    - 700 MHz 2000년 6월 26일 출시
    - 733 MHz 2000년 11월 13일 출시
    - 766 MHz 2000년 11월 13일 출시
    - 800 MHz 2001년 1월 3일 출시
    - 850 MHz 2001년 4월 9일 출시
    - 900 MHz 2001년 7월 2일 출시
    - 950 MHz 2001년 8월 31일 출시
    - 1000 MHz 2001년 8월 31일 출시
    - 1100 MHz 2001년 8월 31일 출시
    - 550 MHz (모바일)
    - 600 MHz (모바일) 2000년 6월 19일 출시
    - 650 MHz (모바일) 2000년 6월 19일 출시
    - 700 MHz (모바일) 2000년 9월 25일 출시
    - 750 MHz (모바일) 2001년 3월 19일 출시
    - 800 MHz (모바일)
    - 850 MHz (모바일) 2001년 7월 2일 출시
    - 600 MHz (LV 모바일)
    - 500 MHz (ULV 모바일) 2001년 1월 30일 출시
    - 600 MHz (ULV 모바일)

엑스스케일 (chronological entry)
- 2000년 8월 23일 출시
- main entry 참조

펜티엄 4 (not 4EE, 4E, 4F), Itanium, P4-based 제온, Itanium 2 (chronological entries)
- 2000년 4월 – 2002년 7월 출시
- See main entries

### 셀러론(펜티엄 III 투알라틴 기반)
- 투알라틴 셀러론 - 0.13 µm 공정 기술
  - 32 KB L1 캐시
  - 256 KB 향상된 전송 L2 캐시
  - 100 MHz 시스템 버스 속도
  - 소켓 370
  - 제품군 6 모델 11
  - 제품종류
    - 1.0 GHz
    - 1.1 GHz
    - 1.2 GHz
    - 1.3 GHz
    - 1.4 GHz

### 펜티엄 M
- 베니어스 0.13 µm 공정 기술
  - 2003년 3월 출시
  - 64 KB L1 캐시
  - 1 MB L2 캐시 (내장)
  - 펜티엄 III 코어 기반, SSE2 SIMD 명령어와 깊어진 파이프라인
  - 트렌지스터 수 7700만개
  - Micro-FCPGA, Micro-FCBGA 프로세서 패키지
  - 인텔 모바일 센트리노 시스템의 핵심
  - 400 MHz 넷버스트 양식의 시스템 버스
  - 제품군 6 모델 9
  - 제품종류
    - 900 MHz (초저전력)
    - 1.0 GHz (초저전력)
    - 1.1 GHz (저전력)
    - 1.2 GHz (저전력)
    - 1.3 GHz
    - 1.4 GHz
    - 1.5 GHz
    - 1.6 GHz
    - 1.7 GHz
- 도선 90 nm 공정 기술
  - 2004년 5월 출시
  - 2 MB L2 캐시
  - 개선된 데이터 프리패치 유닛
  - 400 MHz 넷버스트 양식의 시스템 버스
  - 21W TDP
  - 제품종류
    - 1.00 GHz (펜티엄 M 723) (초저전력, 5W TDP)
    - 1.10 GHz (펜티엄 M 733) (초저전력, 5W TDP)
    - 1.20 GHz (펜티엄 M 753) (초저전력, 5W TDP)
    - 1.30 GHz (펜티엄 M 718) (저전력, 10W TDP)
    - 1.40 GHz (펜티엄 M 738) (저전력, 10W TDP)
    - 1.50 GHz (펜티엄 M 758) (저전력, 10W TDP)
    - 1.60 GHz (펜티엄 M 778) (저전력, 10W TDP)
    - 1.40 GHz (펜티엄 M 710)
    - 1.50 GHz (펜티엄 M 715)
    - 1.60 GHz (펜티엄 M 725)
    - 1.70 GHz (펜티엄 M 735)
    - 1.80 GHz (펜티엄 M 745)
    - 2.00 GHz (펜티엄 M 755)
    - 2.10 GHz (펜티엄 M 765)
- 도선 533 90 nm 공정 기술
  - 2005년 Q1 출시
  - 533 MHz 넷버스트 양식의 시스템 버스와 27W TDP인것을 제외하고는 도선과 동일
  - 제품종류
    - 1.60 GHz (펜티엄 M 730)
    - 1.73 GHz (펜티엄 M 740)
    - 1.86 GHz (펜티엄 M 750)
    - 2.00 GHz (펜티엄 M 760)
    - 2.13 GHz (펜티엄 M 770)
    - 2.26 GHz (펜티엄 M 780)
- 스텔리 90 nm 공정 기술
  - 2007년 Q2 출시
  - 512 KB L2, 3W TDP
  - 제품종류
    - 600 MHz (A100)
    - 800 MHz (A110)

### 셀러론 M
- 베니어스-512 0.13 µm 공정 기술
  - 2003년 3월 출시
  - 64 KB L1 캐시
  - 512 KB L2 캐시 (내장)
  - SSE2 SIMD 명령어
  - 스피드스텝 기술은 지원안함, '센트리노' 군에 포함안됨
  - 제품군 6 모델 9
  - 제품종류
    - 310 - 1.20 GHz
    - 320 - 1.30 GHz
    - 330 - 1.40 GHz
    - 340 - 1.50 GHz
- 도선-1024 90 nm 공정 =기술
  - 64 KB L1 캐시
  - 1 MB L2 캐시 (내장)
  - SSE2 SIMD 명령어
  - 스피드스텝 기술은 지원안함, '센트리노' 군에 포함안됨
  - 제품종류
    - 350 - 1.30 GHz
    - 350J - 1.30 GHz, XD 비트 지원
    - 360 - 1.40 GHz
    - 360J - 1.40 GHz, XD 비트 지원
    - 370 - 1.50 GHz, XD 비트 지원
      - 제품군 6, 모델 13, 스테핑 8[1]

    - 380 - 1.60 GHz, XD 비트 지원
    - 390 - 1.70 GHz, XD 비트 지원
- 요나-1024 65 nm 공정 기술
  - 64 KB L1 캐시
  - 1 MB L2 캐시 (내장)
  - SSE3 SIMD 명령어, 533 MHz 프론트 사이드 버스, XD 비트
  - 스피드스텝 기술은 지원안함, ‘센트리노’ 군에 포함안됨
  - 제품종류
    - 410 - 1.46 GHz
    - 420 - 1.60 GHz,
    - 423 - 1.06 GHz (초저전력)
    - 430 - 1.73 GHz
    - 440 - 1.86 GHz
    - 443 - 1.20 GHz (초저전력)
    - 450 - 2.00 GHz

### 인텔 코어
- 요나 65 nm 공정 공정 기술
  - 2006년 1월 출시
  - 667 MHz 프론트 사이드 버스
  - 2 MB (듀오에서는 공유) L2 캐시
  - SSE3 SIMD 명령어
  - 31W TDP (T**** 버전)
  - 제품종류:
    - 인텔 코어 듀오 T2700 2.33 GHz
    - 인텔 코어 듀오 T2600	2.16 GHz
    - 인텔 코어 듀오 T2500	2 GHz
    - 인텔 코어 듀오 T2450 2 GHz
    - 인텔 코어 듀오 T2400	1.83 GHz
    - 인텔 코어 듀오 T2300	1.66 GHz
    - 인텔 코어 듀오 T2050	1.6 GHz
    - 인텔 코어 듀오 T2300e 1.66 GHz
    - 인텔 코어 듀오 T2080 1.73 GHz
    - 인텔 코어 듀오 L2500	1.83 GHz (저전력, 15W TDP)
    - 인텔 코어 듀오 L2400	1.66 GHz (저전력, 15W TDP)
    - 인텔 코어 듀오 L2300	1.5 GHz (저전력, 15W TDP)
    - 인텔 코어 듀오 U2500	1.2 GHz (초저전력, 9W TDP)
    - 인텔 코어 솔로 T1350	1.86 GHz (533 FSB)
    - 인텔 코어 솔로 T1300	1.66 GHz
    - 인텔 코어 솔로 T1200	1.5 GHz[2]

### 듀얼 코어제온LV
- 소사만 65 nm 공정 기술
  - 2006년 3월 출시
  - 요나코어 기반, SSE3 SIMD 명령어 지원
  - 667 MHz 프론트 사이드 버스
  - 2 MB 공유 L2 캐시
  - 제품종류
    - 2.0 GHz

### 인텔 펜티엄 듀얼 코어
- 65 nm 공정 기술
  - 533 MHz 프론트 사이드 버스
  - 1 MB 공유 L2 캐시
  - SSE3 SIMD 명령어
  - 제품종류:
    - 펜티엄 듀얼코어 T2130 1.86 GHz
    - 펜티엄 듀얼코어 T2080	1.73 GHz
    - 펜티엄 듀얼코어 T2060	1.60 GHz

## 32 비트 프로세서:넷버스트마이크로아키텍처

### 펜티엄 4
- 0.18 µm 공정 기술 (1.40 and 1.50 GHz)
  - 2000년 11월 20일 출시
  - L2 캐시 256 KB, 향상된 전송 캐시(내장)
  - 프로세서 패키지 PGA423, PGA478
  - 시스템 버스 속도 400 MHz
  - SSE2 SIMD 확장
  - 트렌지스터 수 4200만개
  - 데스크톱 및 저가 워크스테이션에서 사용됨
- 0.18 µm 공정 기술 (1.7 GHz)
  - 2001년 4월 23일 출시
  - 자세한 내용은 1.4와 1.5 제품 참조
- 0.18 µm 공정 기술 (1.6 and 1.8 GHz)
  - 2001년 7월 2일 출시
  - 자세한 내용은 1.4와 1.5 제품 참조
  - 최대 성능모드의 코어 전원은 1.15 볼트; 건전지 최적 모드에서는 1.05 볼트
  - 건전지 최적모드에서 소비전력은 <1 와트
  - 풀사이즈에서 사용된후 가벼운 모바일 PC에서 사용됨
- 0.18 µm 공정 기술 윌라멧 (1.9 와 2.0 GHz)
  - 2001년 8월 27일 출시
  - 자세한 내용은 1.4와 1.5 제품 참조
- 제품군 15 모델 1
- 펜티엄 4 (2 GHz, 2.20 GHz)
  - 2002년 1월 7일 출시
- 펜티엄 4 (2.4 GHz)
  - 2002년 [4월 2일 출시
- 0.13 µm 공정 기술 노스우드 A (1.7, 1.8, 1.9, 2, 2.2, 2.4, 2.5, 2.6, 2.8(OEM),3.0(OEM) GHz)
  - 향상된 분기 예측 및 기타 마이크로코드 변경
  - 512 KB 통합 L2 캐시
  - 트렌지스터 수 5500만개
  - 400 MHz 시스템 버스
- 제품군 15 모델 2
- 0.13 µm 공정 기술 노스우드 B (2.26, 2.4, 2.53, 2.66, 2.8, 3.06 GHz)
  - 533 MHz 시스템 버스. (3.06, 인텔의 하이퍼스레딩 기술 지원).
- 0.13 µm 공정 기술 노스우드 C (2.4, 2.6, 2.8, 3.0, 3.2, 3.4 GHz)
  - 800 MHz 시스템 버스 (모든 버전은 하이퍼스레딩 지원)
  - 6500에서 10000 MIPS

아이테니엄 (chronological entry)
- 2001년 출시
- main entry 참조

### 제온
- 현재 공식 명칭은 "펜티엄 4 제온"이 아니고 제온임
- 제온 1.4, 1.5, 1.7 GHz
  - 2001년 5월 21일 출시
  - L2 캐시는 256 KB 향상된 전송 캐시 (내장)
  - 프로세서 패키지 형태는 Organic Lan Grid Array 603 (OLGA 603)임
  - 시스템 버스 속도 400 MHz
  - SSE2 SIMD Extensions
  - 고성능 및 주류용 듀얼 프로세서용
- 제온 2.0 GHz ~ 3.6 GHz
  - 2001년 9월 25일 출시

아이테니엄 2 (chronological entry)
- 2002년 7월 출시
- main entry참조

### 모바일 펜티엄 4-M
- 0.13 µm 공정 기술
- 5500만개의 트랜지스터수
- 캐시 L2 512 KB
- 400 MHz 버스
- 최대 1 GB의 DDR 266 MHz 메모리 지원
- ACPI 2.0 과 APM 1.2 시스템 전원 관리 지원
- 1.3 V - 1.2 V (스피드스텝)
- 전원: 1.2 GHz 20.8 W, 1.6 GHz 30 W, 2.6 GHz 35 W
- 슬립 전원 5 W (1.2 V)
- 깊은 슬립 전원 = 2.9 W (1.0 V)
  - 1.40 GHz – 2002년 4월 23일
  - 1.50 GHz – 2002년 4월 23일
  - 1.60 GHz – 2002년 3월 4일
  - 1.70 GHz – 2002년 3월 4일
  - 1.80 GHz - 2002년 4월 23일
  - 1.90 GHz - 2002년 6월 24일
  - 2.00 GHz - 2002년 6월 24일
  - 2.20 GHz – 2002년 9월 16일
  - 2.40 GHz – 2003년 1월 14일
  - 2.40 GHz – 2003년 1월 14일
  - 2.50 GHz – 2003년 4월 16일
  - 2.60 GHz – 2003년 6월 11일

### 펜티엄 4 EE
- 2003년 9월 출시
- EE = "익스트림 에디션"
- 제온의 "갈라틴"으로부터 만들어짐, 그렇지만 캐시는 2 MB 임

### 펜티엄 4E
- 2004년 2월 출시
- 90 nm 공정 기술 프레스캇 (2.4A, 2.8, 2.8A, 3.0, 3.2, 3.4, 3.6, 3.8) 1 MB L2 캐시
- 533 MHz 시스템 버스 (오직 2.4A 와 2.8A)
- 트렌지스터 수 : 1 MB 모델은 1억 2500만개, 2 MB 모델은 1억 6900만개,
- 800 MHz 시스템 버스 (533 MHz 두 모델 제외)
- 하이퍼스레딩은 800 MHz 시스템 버스를 사용하는 CPU에서만 지원됨
- 프로세서의 정수처리용 명령어 파이프라인은 20 스테이지에서 31 스테이지로 증가됨. 이는 더 빠른 클럭속도를 가능하게 함.
- 7500에서 11000 MIPS
- LGA-775 버전은 5xx 계열(32-bit) 과 5x1 계열(인텔 64)에서 사용됨
- 6xx 계열은 2 MB L2 캐시 와 64비트 지원

### 펜티엄 4F
- 2004년 봄에 출시
- "프레스캇"인 4E와 동일 코어
- 3.2–3.6 GHz
- D0 스테핑부터 시작, 인텔 64비트 확장기술 지원

## 64 비트 프로세서:IA-64
- X86과는 전혀 다른 새로운 명령어 집합.
- (몬테시토,2006년 7월)이후에는 IA-64프로세서들은 32 비트 x86명령어를 지원하지 않음.

### 아이테니엄
- 2001년 5월 29일 출시
- 733 MHz, 800 MHz

### 아이테니엄 2
- 2002년 7월 출시
- 900 MHz - 1.6 GHz

펜티엄 M (chronological entry)
- 2003년 3월 출시
- main entry참조

펜티엄 4EE, 4E (chronological entries)
- 각각 2003년 9월, 2004년 2월 출시
- main entries참조

## 64 비트 프로세서: 인텔64 - 넷버스트
- 인텔 확장 메모리 64 기술
- 대부분 AMD의 AMD64 아키텍처와 호환
- 펜티엄 4F와 함께 2004년 봄 출시

### 펜티엄 4F
- 90 nm 공정 기술 기반한 프레스캇-2M
- 2.8-3.8 GHz (모델 번호 6x0)
- 2005년 2월 20일 출시
- 프레스캇과 동일한 사양에 다음 사양들 추가:-
  - 2 MB 캐시
  - 인텔 64비트
  - 향상된 인텔 스피드스텝 기술(EIST)
- 65 nm 공정 기술 기반한 시더밀
- 3.0-3.6 (모델 번호 6x1)
- 2006년 1월 16일 출시
- 프레스캇-2M의 다이 축소 버전
- 프레스캇-2M와 동일 사양

### 펜티엄 D
- 듀얼 코어 마이크로프로세서
- 하이퍼스레딩 지원 안함
- 800(4x200) MHz 프론트 사이드 버스
- 스미스필드 - 90 nm 공정 기술 (2.66–3.2 GHz)
  - 2005년 5월 26일 출시
  - 2.66–3.2 GHz (모델 번호 805-840)
  - 트렌지스터 수 2억3000만개
  - 1 MB x 2 (비공유, 총 2 MB) L2 캐시
  - 각 코어의 캐시 일관성 유지를 위해서는 FSB를 통해야 함
  - 비슷한 클럭의 프레스캇과 비교하여 60% 성능 향상
  - 2.66 GHz (533 MHz FSB) 펜티엄 D 805는 2005년 12월 출시됨
  - 두개의 프레스캇이 하나에 패키지됨
- 프레슬러 - 65 nm 공정 기술 (2.8–3.6 GHz)
  - 2006년 1월 16일 출시
  - 2.8–3.6 GHz (모델 번호 915-960)
  - 트렌지스터 수 3억7600만개
  - 2 MB x 2 (비공유, 총 4 MB) L2 캐시
  - 두개의 시더밀이 하나에 패키지됨

### 펜티엄 익스트림 에디션
- 듀얼 코어 마이크로프로세서
- 하이퍼스레딩 지원
- 800(4x200) MHz 프론트 사이드 버스
- 스미스필드 - 90 nm 공정 기술 (3.2 GHz)
  - 제품종류
    - 펜티엄 840 EE - 3.20 GHz (2 x 1 MB L2)
- 프레슬러 - 65 nm 공정 기술 (3.46, 3.73 GHz)
  - 2 MB x 2 (비공유, 총 4 MB) L2 캐시
  - 제품종류
    - 펜티엄 955 EE - 3.46 GHz
    - 펜티엄 965 EE - 3.73 GHz

### 제온
- 노코나
  - 2004년 출시

- 어윈데일
  - 2004년 출시

- 크랜포드
  - 2005년 4월 출시
  - 노코나의 MP 버전

- 포토맥
  - 2005년 4월 출시
  - 8 MB L3 캐시가 있는 크랜포드

- 팩시빌 DP (2.8 GHz)
  - 2005년 10월 10일 출시
  - 어윈데일의 듀얼 코어 버전, 4 MB L2 캐시 (코어당 2 MB)
  - 2.8 GHz
  - 800 MT/s 프론트 사이드 버스

- 팩시빌 MP - 90 nm 공정 기술 (2.67 - 3.0 GHz)
  - 2005년 11월 1일 출시
  - 듀얼 코어 제온 7000 계열
  - 팩시빌 DP의 MP-가능한 버전
  - 2 MB L2 캐시 (코어당 1 MB) 또는 4 MB L2 캐시 (코어당 2 MB)
  - 667 MT/s FSB 또는 800 MT/s FSB

- 뎀시 - 65 nm 공정 기술 (2.67 - 3.73 GHz)
  - 2006년 5월 23일 출시
  - 듀얼 코어 제온 5000 계열
  - 프레슬러의 MP 버전
  - 667 MT/s 또는 1066 MT/s FSB
  - 4 MB L2 캐시 (코어당 2 MB)
  - LGA 771로 알려진 소켓 J

- 툴사 - 65 nm 공정 기술 (2.5 - 3.4 GHz)
  - 2006년 8월 29일 출시
  - 듀얼 코어 제온 7100 계열
  - 팩시빌 MP의 향상된 버전
  - 667 MT/s 또는 800 MT/s FSB

## 64 비트 프로세서: 인텔64 -인텔 코어 마이크로아키텍처

### 제온
- 우드크레스트 - 65 nm 공정 기술
  - 서버 및 워크스테이션용 CPU (듀얼 CPU 시스템을 위한 SMP 지원)
  - 2006년 6월 26일 출시
  - 듀얼 코어
  - 인텔 가상화 기술, 여러 운영 체제 지원
  - 5140, 5148LV, 5150, 5160은 EIST (향상된 인텔 스피드 스텝 기술) 지원
  - XD 비트
  - SSSE3 SIMD 명령어
  - 제품종류
    - 제온 5160 - 3.00 GHz (4 MB L2, 1333 MHz FSB, 80 W)
    - 제온 5150 - 2.66 GHz (4 MB L2, 1333 MHz FSB, 65 W)
    - 제온 5140 - 2.33 GHz (4 MB L2, 1333 MHz FSB, 65 W)
    - 제온 5130 - 2.00 GHz (4 MB L2, 1333 MHz FSB, 65 W)
    - 제온 5120 - 1.86 GHz (4 MB L2, 1066 MHz FSB, 65 W)
    - 제온 5110 - 1.60 GHz (4 MB L2, 1066 MHz FSB, 65 W)
    - 제온 5148LV - 2.33 GHz (4 MB L2, 1333 MHz FSB, 40 W) – 저전력용

- 클로버타운 - 65 nm 공정 기술
  - 서버 및 워크스테이션용 CPU (듀얼 CPU 시스템을 위한 SMP 지원)
  - 2006년 12월 13일 출시
  - 쿼드 코어
  - 인텔 가상화 기술, 여러 운영 체제 지원
  - E5365, L5335에서 EIST (향상된 인텔 스피드스텝 기술) 지원
  - XD 비트
  - SSSE3 SIMD 명령어
  - 제품종류
    - 제온 X5355 - 2.66 GHz (2x4 MB L2, 1333 MHz FSB, 105 W)
    - 제온 E5345 - 2.33 GHz (2x4 MB L2, 1333 MHz FSB, 80 W)
    - 제온 E5335 - 2.00 GHz (2x4 MB L2, 1333 MHz FSB, 80 W)
    - 제온 E5320 - 1.86 GHz (2x4 MB L2, 1066 MHz FSB, 65 W)
    - 제온 E5310 - 1.60 GHz (2x4 MB L2, 1066 MHz FSB, 65 W)
    - 제온 L5320 - 1.86 GHz (2x4 MB L2, 1066 MHz FSB, 50 W)—저전력용

### 인텔 코어 2
- 콘로 - 65 nm 공정 공정 기술
  - 데스크톱 CPU (2 CPU까지 SMP 지원)
  - 한 다이에 두개의 코어
  - [[2006년 7월 27일 출시
  - SSSE3 SIMD 명령어
  - 트렌지스터 수 2억 9100만개
  - 인텔 가상화 기술, 여러 운영 체제 지원
  - Trusted Execution Technology, 향상된 보안 하드웨어 확장 기술
  - XD 비트
  - EIST (향상된 인텔 스피드 스텝 기술)
  - iAMT2 (인텔 액티브 관리 기술), 원격 관리 기술
  - LGA775
  - 제품종류
    - 코어 2 듀오 E6850 - 3.00 GHz (4 MB L2, 1333 MHz FSB)
    - 코어 2 듀오 E6800 - 2.93 GHz (4 MB L2, 1066 MHz FSB)
    - 코어 2 듀오 E6750 - 2.67 GHz (4 MB L2, 1333 MHz FSB)
    - 코어 2 듀오 E6700 - 2.67 GHz (4 MB L2, 1066 MHz FSB)
    - 코어 2 듀오 E6600 - 2.40 GHz (4 MB L2, 1066 MHz FSB)
    - 코어 2 듀오 E6550 - 2.33 GHz (4 MB L2, 1333 MHz FSB)
    - 코어 2 듀오 E6420 - 2.13 GHz (4 MB L2, 1066 MHz FSB)
    - 코어 2 듀오 E6400 - 2.13 GHz (2 MB L2, 1066 MHz FSB)
    - 코어 2 듀오 E6320 - 1.86 GHz (4 MB L2, 1066 MHz FSB)
    - 코어 2 듀오 E6300 - 1.86 GHz (2 MB L2, 1066 MHz FSB)

- 콘로 XE - 65 nm 공정 기술
  - 데스크톱 익스트림 에디션 CPU (2 CPU까지 SMP 지원)
  - 2006년 7월 27일 출시
  - 콘로와 동일 사양
  - LGA775
  - 제품종류
    - 코어 2 익스트림 X6800 - 2.93 GHz (4 MB L2, 1066 MHz FSB)

- 앨런데일 - 65 nm 공정 기술
  - 데스크톱 CPU (2 CPU까지 SMP 지원)
  - 2 CPU가 한 다이에 있음
  - 2007년 1월 21일 출시
  - SSSE3 SIMD 명령어
  - 트렌지스터 수 1억 6700만개
  - Trusted Execution Technology, 향상된 보안 하드웨어 확장 기술
  - XD 비트
  - EIST (향상된 인텔스피드스텝 기술)
  - iAMT2 (인텔 액티브 관리 기술), 원격 관리 기술
  - LGA775
  - 제품종류
    - 코어 2 듀오 E4600 - 2.40 GHz (2 MB L2, 800 MHz FSB)
    - 코어 2 듀오 E4500 - 2.20 GHz (2 MB L2, 800 MHz FSB)
    - 코어 2 듀오 E4400 - 2.00 GHz (2 MB L2, 800 MHz FSB)
    - 코어 2 듀오 E4300 - 1.80 GHz (2 MB L2, 800 MHz FSB)

- 메롬 - 65 nm 공정 기술
  - 모바일용 CPU (2 CPU까지 SMP 지원)
  - 2006년 7월 27일 출시
  - 제품군 6, 모델 15, Stepping 10
  - 콘로와 동일 기능
  - 소켓 M / 소켓 P
  - 제품종류
    - 코어 2 듀오 T7800 - 2.60 GHz (4 MB L2, 800 MHz FSB) (산타로사 플랫폼)
    - 코어 2 듀오 T7700 - 2.40 GHz (4 MB L2, 800 MHz FSB)
    - 코어 2 듀오 T7600 - 2.33 GHz (4 MB L2, 667 MHz FSB)
    - 코어 2 듀오 T7500 - 2.20 GHz (4 MB L2, 800 MHz FSB)
    - 코어 2 듀오 T7400 - 2.16 GHz (4 MB L2, 667 MHz FSB)
    - 코어 2 듀오 T7300 - 2.00 GHz (4 MB L2, 800 MHz FSB)
    - 코어 2 듀오 T7250 - 2.00 GHz (2 MB L2, 800 MHz FSB)
    - 코어 2 듀오 T7200 - 2.00 GHz (4 MB L2, 667 MHz FSB)
    - 코어 2 듀오 T7100 - 1.80 GHz (2 MB L2, 800 MHz FSB)
    - 코어 2 듀오 T5600 - 1.83 GHz (2 MB L2, 667 MHz FSB)
    - 코어 2 듀오 T5550 - 1.83 GHz (2 MB L2, 667 MHz FSB, VT지원 안함)
    - 코어 2 듀오 T5500 - 1.66 GHz (2 MB L2, 667 MHz FSB, VT지원 안함)
    - 코어 2 듀오 T5470 - 1.60 GHz (2 MB L2, 800 MHz FSB, VT지원 안함)
    - 코어 2 듀오 T5450 - 1.66 GHz (2 MB L2, 667 MHz FSB, VT지원 안함)
    - 코어 2 듀오 T5300 - 1.73 GHz (2 MB L2, 533 MHz FSB, VT지원 안함)
    - 코어 2 듀오 T5270 - 1.40 GHz (2 MB L2, 800 MHz FSB, VT지원 안함)
    - 코어 2 듀오 T5250 - 1.50 GHz (2 MB L2, 667 MHz FSB, VT지원 안함)
    - 코어 2 듀오 T5200 - 1.60 GHz (2 MB L2, 533 MHz FSB, VT지원 안함)
    - 코어 2 듀오 L7500 - 1.60 GHz (4 MB L2, 800 MHz FSB) (저전력)
    - 코어 2 듀오 L7400 - 1.50 GHz (4 MB L2, 667 MHz FSB) (저전력)
    - 코어 2 듀오 L7300 - 1.40 GHz (4 MB L2, 800 MHz FSB) (저전력)
    - 코어 2 듀오 L7200 - 1.33 GHz (4 MB L2, 667 MHz FSB) (저전력)
    - 코어 2 듀오 U7700 - 1.33 GHz (2 MB L2, 533 MHz FSB) (초저전력)
    - 코어 2 듀오 U7600 - 1.20 GHz (2 MB L2, 533 MHz FSB) (초저전력)
    - 코어 2 듀오 U7500 - 1.06 GHz (2 MB L2, 533 MHz FSB) (초저전력)

- 켄츠필드 - 65 nm 공정 기술
  - 하나의 패키지에 두개의 듀얼 코어 CPU 다이
  - 데스크톱 CPU 쿼드 코어 (4 CPU까지 SMP 지원)
  - 2006년 12월 13일 출시
  - 콘로와 동일 사양이지만 4 CPU 코어
  - 트렌지스터 수 5억 8600만개
  - 소켓 775
  - 제품군 6, 모델 15, Stepping 11
  - 제품종류
    - 코어 2 익스트림 QX6850 - 3 GHz (2x4 MB L2 캐시, 1333 MHz FSB)
    - 코어 2 익스트림 QX6800 - 2.93 GHz (2x4 MB L2 캐시, 1066 MHz FSB) (2007년 4월 9일)
    - 코어 2 익스트림 QX6700 - 2.66 GHz (2x4 MB L2 캐시, 1066 MHz FSB) (2006년 11월 14일)
    - 코어 2 쿼드 Q6700 - 2.66 GHz (2x4 MB L2 캐시, 1066 MHz FSB) (2007년 7월 22일)
    - 코어 2 쿼드 Q6600 - 2.40 GHz (2x4 MB L2 캐시, 1066 MHz FSB) (2007년 1월 7일)

- 울프데일 - 45 nm 공정 기술
  - 콘로에서 다이 축소
  - 콘로의 사양과 더불어 추가적인 기능:-
    - 50% 더 많은 캐시, 4 MB 대비 6 MB
    - Intel Trusted Execution Technology
    - SSE4 SIMD 명령어

  - 트렌지스터 수 4억 1000만개
  - 제품종류
    - 코어 2 듀오 E8600 - 3.33 GHz (6 MB L2, 1333 MHz FSB)
    - 코어 2 듀오 E8500 - 3.16 GHz (6 MB L2, 1333 MHz FSB)
    - 코어 2 듀오 E8400 - 3.00 GHz (6 MB L2, 1333 MHz FSB)
    - 코어 2 듀오 E8200 - 2.66 GHz (6 MB L2, 1333 MHz FSB)
    - 코어 2 듀오 E8190 - 2.66 GHz (6 MB L2, 1333 MHz FSB, TXT 지원 안함, VT지원 안함)

- 요크필드 - 45 nm 공정 기술
  - 쿼드 코어 CPU
  - 켄츠필드의 다이 축소 버전
  - 하나의 패키지에 2개의 울프데일 듀얼 코어 다이가 포함됨
  - 울프데일과 동일 사양
  - 트렌지스터 수 8억 2000만개
  - 제품종류
    - 코어 2 익스트림 QX9770 - 3.2 GHz (2x6 MB L2, 1600 MHz FSB)
    - 코어 2 익스트림 QX9650 - 3 GHz (2x6 MB L2, 1333 MHz FSB)
    - 코어 2 쿼드 Q9550 - 2.83 GHz (2x6 MB L2, 1333 MHz FSB)
    - 코어 2 쿼드 Q9450 - 2.66 GHz (2x6 MB L2, 1333 MHz FSB)
    - 코어 2 쿼드 Q9300 - 2.5 GHz (2x3 MB L2, 1333 MHz FSB)

### 펜티엄 듀얼 코어
- 앨런데일 - 65 nm 공정 기술
  - 데스크톱 CPU (2 CPU까지 SMP 지원)
  - 하나의 다이에 두개의 CPU
  - 2007년 1월 21일 출시
  - SSSE3 SIMD 명령어
  - 트렌지스터 수 1억 6700만개
  - Trusted Execution Technology, 향상된 보안 하드웨어 확장 기술
  - XD 비트
  - EIST (향상된 인텔 스피드 스텝 기술)
  - 제품종류
    - 인텔 펜티엄 E2220 - 2.40 GHz (1 MB L2, 800 MHz FSB)
    - 인텔 펜티엄 E2200 - 2.20 GHz (1 MB L2, 800 MHz FSB)
    - 인텔 펜티엄 E2180 - 2.00 GHz (1 MB L2, 800 MHz FSB)
    - 인텔 펜티엄 E2160 - 1.80 GHz (1 MB L2, 800 MHz FSB)
    - 인텔 펜티엄 E2140 - 1.60 GHz (1 MB L2, 800 MHz FSB)

### 셀러론 M
- 메롬-1024 65 nm 공정 기술
  - 64 KB L1 캐시
  - 1 MB L2 캐시 (내장)
  - SSE3 SIMD 명령어, 533 MHz 프론트 사이드 버스, XD 비트, 64-bit
- 스피드스텝 기술은 지원안함, ‘센트리노’ 군에 포함안됨
  - 제품종류
    - 520 - 1.60 GHz
    - 530 - 1.73 GHz
    - 540 - 1.86 GHz
    - 550 - 2.00 GHz

## 자세한 x86 아키텍처 마이크로프로세서 목록
- 인텔 코어 2 마이크로프로세서 목록
- 인텔 코어 마이크로프로세서 목록
- 인텔 펜티엄 듀얼 코어 마이크로프로세서 목록
- 인텔 펜티엄 M 마이크로프로세서 목록
- 인텔 펜티엄 D 마이크로프로세서 목록
- 인텔 펜티엄 4 마이크로프로세서 목록
- 인텔 펜티엄 III 마이크로프로세서 목록
- 인텔 펜티엄 II 마이크로프로세서 목록
- 인텔 펜티엄 프로 마이크로프로세서 목록
- 인텔 아톰 마이크로프로세서 목록
- 인텔 제온 마이크로프로세서 목록
- 인텔 아이테니엄 마이크로프로세서 목록
- 인텔 CPU 마이크로아키텍처 목록

## 인텔 805xx 제품 코드
인텔은 1993년 펜티엄 브랜드를 소개한 이래로 x86 아키텍처 마이크로프로세서 이름에서 80486과 같은 부품번호의 사용을 중단했다. 그러나 805xx범위의 숫자 코드는 내부, 부품 번호 목적으로 프로세서들에 계속해서 사용되어왔다. 아래는 숫자순으로 제품 코드들의 목록이다.
| 제품 코드 | 제품 이름                                                        | 코드 이름                                               |
| --------- | ---------------------------------------------------------------- | ------------------------------------------------------- |
| 80500     | 펜티엄                                                           | P5 (A-스텝)                                             |
| 80501     | 펜티엄                                                           | P5                                                      |
| 80502     | 펜티엄                                                           | P54C, P54CS                                             |
| 80503     | 펜티엄 MMX 기술                                                  | P55C, 틸라묵                                            |
| 80521     | 펜티엄 프로                                                      | P6                                                      |
| 80522     | 펜티엄 II                                                        | 클라마스                                                |
| 80523     | 펜티엄 II, 셀러론, 펜티엄 II 제온                                | 데슈츠, 코빙턴, 드레이크                                |
| 80524     | 펜티엄 II, 셀러론                                                | 딕슨, 멘도시노                                          |
| 80525     | 펜티엄 III, 펜티엄 III 제온                                      | 카트마이, 태너                                          |
| 80526     | 펜티엄 III, 셀러론, 펜티엄 III 제온                              | 코퍼마인, 캐스케이드                                    |
| 80528     | 펜티엄 4, 제온                                                   | 윌라멧 (소켓 423), 포스터                               |
| 80529     | 셀러론                                                           | 팀나 (취소됨)                                           |
| 80530     | 펜티엄 III, 셀러론                                               | 투알라틴                                                |
| 80531     | 펜티엄 4, 셀러론                                                 | 윌라멧 (소켓 478)                                       |
| 80532     | 펜티엄 4, 셀러론, 제온                                           | 노스우드, 프레스토니아, 갈라틴                          |
| 80533     | 펜티엄 III                                                       | 코퍼마인 (cD0-스텝)                                     |
| 80535     | 펜티엄 M, 셀러론 M 310-340                                       | 베니어스                                                |
| 80536     | 펜티엄 M, 셀러론 M 350-390                                       | 도선                                                    |
| 80537     | 코어 2 듀오 T-계열, 셀러론 M 5xx                                 | 메롬                                                    |
| 80538     | 코어 솔로, 셀러론 M 4xx                                          | 요나                                                    |
| 80539     | 코어 듀오, 펜티엄 듀얼코어 T-계열                                | 요나                                                    |
| 80541     | 아이테니엄                                                       | 머시드                                                  |
| 80546     | 펜티엄 4, 셀러론 D, 제온                                         | 프레스캇 (소켓 478), 노코나, 어윈데일, 크랜포드, 포토맥 |
| 80547     | 펜티엄 4, 셀러론 D                                               | 프레스캇 (LGA775)                                       |
| 80550     | 듀얼 코어 제온 71xx                                              | 툴사                                                    |
| 80551     | 펜티엄 D, 펜티엄 EE, 듀얼 코어 제온                              | 스미스필드, 팩시빌 DP                                   |
| 80552     | 펜티엄 4, 셀러론 D                                               | 시더밀                                                  |
| 80553     | 펜티엄 D, 펜티엄 EE                                              | 프레슬러                                                |
| 80555     | 듀얼코어 제온 50xx                                               | 뎀시                                                    |
| 80556     | 듀얼 코어 제온 51xx                                              | 우드크레스트                                            |
| 80557     | 코어 2 듀오 E-계열, 듀얼 코어 제온 30xx, 펜티엄 듀얼 코어 E-계열 | 콘로                                                    |
| 80560     | 듀얼 코어 제온 70xx                                              | 팩시빌 MP                                               |
| 80562     | 코어 2 쿼드, 코어 2 익스트림 QX6xxx, 쿼드 코어 제온 32xx         | 켄츠필드                                                |
| 80563     | 쿼드 코어 제온 53xx                                              | 클로버타운                                              |
| 80569     | 코어 2 쿼드 Q9xxx, 코어 2 익스트림 QX9xxx                        | 요크필드                                                |
| 80570     | 코어 2 듀오 E8xxx                                                | 울프데일                                                |
| 80576     | 코어 2 듀오 T9xxx, 코어 2 익스트림 X9xxx                         | 펜린                                                    |
| 80577     | 코어 2 듀오 T8xxx                                                | 펜린-3M                                                 |

## 같이 보기
- 인텔 아이테니엄 마이크로프로세서 목록
- 인텔 셀러론 마이크로프로세서 목록
- 인텔 제온 마이크로프로세서 목록
- 인텔 코어 마이크로프로세서 목록
- 인텔 코어 2 마이크로프로세서 목록
- 인텔 코어 i3 마이크로프로세서 목록
- 인텔 코어 i5 마이크로프로세서 목록
- 인텔 코어 i7 마이크로프로세서 목록
- 인텔 펜티엄 마이크로프로세서 목록
- 인텔 펜티엄 듀얼 코어 마이크로프로세서 목록
- 마이크로아키텍처
- P6 마이크로아키텍처
- 넷버스트 마이크로아키텍처
- 코어 마이크로아키텍처
- 네할렘 마이크로아키텍처